# Miracarus senensis
Miracarus senensis är en kvalsterart som beskrevs av Bernini 1975. Miracarus senensis ingår i släktet Miracarus och familjen Microzetidae. Inga underarter finns listade i Catalogue of Life.